# Мгеладзе, Елпидия Николаевна
Елпидия Николаевна Мгеладзе (1900 год, Гурийский уезд, Кутаисская губерния, Российская империя — неизвестно, Махарадзевский район, Грузинская ССР) — звеньевая колхоза «Ахалгаздра Комунисти» («Молодой коммунист») Махарадзевского района, Грузинская ССР. Герой Социалистического Труда (1949).

## Биография
Родилась в 1900 году в крестьянской семье в одном из сельских населённых пунктов Гурийского уезда (сегодня — Озургетский муниципалитет). В послевоенное время трудилась рядовой колхозницей в звене Тамары Тугуши на чайной плантации колхоза «Ахалгаздра Комунисти» Махарадзевского района, председателем которого был Севериан Моисеевич Мухашаврия.
В 1948 году собрала 6461 килограмм сортового зелёного чайного листа на участке площадью 0,5 гектара. Указом Президиума Верховного Совета СССР от 29 августа 1949 года удостоена звания Героя Социалистического Труда за «получение высоких урожаев сортового зелёного чайного листа и цитрусовых плодов в 1948 году» с вручением ордена Ленина (№ 107381) и золотой медали «Серп и Молот» (№ 4546).
Этим же указом званием Героя Социалистического Труда были награждены председатель колхоза Севериан Моисеевич Мухашаврия, колхозный агроном Александр Михайлович Талаквадзе и колхозницы Тамара Куприановна Тугуши, Натела Владимировна Харати и Наташа Давидовна Хинтибидзе.
Предположительно мать Героя Социалистического Труда Гоголы Мгеладзе.
Проживала в Махарадзевском районе. С 1968 года — персональный пенсионер союзного значения. Дата её смерти не установлена.
Награждена орденом Трудового Красного знамени (№ 180634).